# Mirtha Borges
Mirtha Borges (1922―7 de desembre de 2015) va ser una actriu veneçolana especialment destacada en diverses telenovel·les de Venevisión i en algunes pel·lícules veneçolanes. Va morir el 7 de desembre de 2015 als 93 anys.

## Filmografia
Cinema
- Macho y hembra (1984) — Mirta
- Oriana (1985) — Fidelia
- Fin de round (1992)
- Rosa de Francia (1995)
- 100 años de perdón (1998) — Consuelo
- Amaneció de golpe (1998)
- El tinte de la fama (2008) — Encarnación
- La virgen negra (2008) — Lucrecia

Telenovel·les
- Rosa Campos, provinciana (1980) — Olimpia
- Niña bonita (1988) — Dolorita
- Paraíso (1989)
- Pasionaria (1990)
- Mundo de fieras (1991) — Chabela Soriano
- Por amarte tanto (1993)
- Morena Clara (1993) — Majuana
- Como tú ninguna (1995) — Botella
- Amor mío (1997) — Mercedes
- Cuando hay pasión (1999) — Rosaria Boromeo
- Mujercitas (1999) — Micaela
- Toda Mujer (1999)
- Hechizo de amor (2000) — Marina de Alcántara
- Mambo y canela (2002)
- El amor las vuelve locas (2005)
- Ciudad Bendita (2006) — Bertha / Jacinta
- Harina de otro costal (2010) — Natividad Chirinos
- Caramelo e' Chocolate (2008) — Daría
- Amor urbano (2009) — Doña Ana
- Amor urbano (2a temporada) (2010) — Doña Ana